# Clemens Max Eisenberger
Clemens Max Eisenberger (* 21. August 1902 in Ernsdorf, Oberbayern; † 9. November 1962 in Irschenhausen) war ein deutscher Brauereidirektor in Bayern.

## Werdegang
Eisenberger kam als Sohn des wohlhabenden Bankbeamten Friedrich Maximilian Eisenberger und der Anna Maria Brandmaier (verw. Wannfried), einer Geliebten des Malers Franz Stuck, zur Welt. Sein Großvater war der Bad Tölzer Notar Maximilian Eisenberger. Die Eltern heirateten erst 1918.
Nach einer Bankausbildung 1925/26 und einem kaufmännischen Praktikum 1927–1931 schloss er 1931 ein wirtschaftswissenschaftliches Universitätsstudium ab. Im selben Jahr begann er seine Karriere bei der Hackerbräu AG. 1945 wurde er in den Vorstand berufen. 1949 wurde er Vorsitzender des Bayerischen Brauerbundes. Ferner war er stellvertretender Vorsitzender des Verbandes bayerischer Ausfuhrbrauereien sowie Beirat der Staatlichen Brautechnischen Prüfungs- und Versuchsanstalt an der TH München.
Sein Bruder war der Wirtschaftsjurist und Vorstand der Bayerischen Landesbodenkreditanstalt, Carl Friedrich Eisenberger.

## Ehrungen
- Ehrensenator der Technischen Universität München